# Constantin Cramer von Laue
Constantin Oskar Martin Cramer, seit 1918 Cramer von Laue, verkürzt auch von Cramer, (* 14. August 1906 in Lichterfelde; † 21. Juli 1991 in Bonn) war ein deutscher Verwaltungsjurist und Ministerialbeamter, der kurzzeitig zu den persönlichen Referenten von Konrad Adenauer gehörte.

## Leben und Tätigkeit
Er war der Sohn von Gustav Adolf Constantin Cramer (1870–1946) und dessen Ehefrau Elsa Wilhelmine Helene Ottilie geborene Viereck (1876–1961). Sein Vater war 1918 in den anhaltischen Adelsstand erhoben worden. 
Constantin Cramer von Laue diente ab 1927 in der Reichswehr als Berufssoldat und war ab 1930 in den Garnisonen Liegnitz und Glogau stationiert. Nach der Machtergreifung der Nationalsozialisten gehörte er gemeinsam mit Fritz Günther von Tschirschky einem konservativen Netzwerk an, das auf eine Beseitigung der nationalsozialistischen Herrschaft abzielte. Aufgrund seiner Freundschaft zum SA-Gruppenführer Helmuth Brückner, der 1934 „wegen verschiedener Äußerungen und seiner homosexuellen Neigungen“ verdächtigt wurde, dem Röhm-Flügel anzugehören, geriet auch Cramer von Laue als Reichswehrhauptmann in Untersuchungshaft. Gegen ihn wurde ein Prozess eingeleitet, in dessen Verlauf im April 1935 sein Freispruch vom Militärgericht Leipzig erfolgte. Im Prozess war er von Hans-Hasso von Veltheim unterstützt worden. Mit dem Prozess war auch das Ende seiner militärischen Laufbahn verbunden. Er schied ohne Beschädigung seines Ansehens aus dem Militärdienst aus und nahm 1935 ein Studium der Rechtswissenschaften an der Universität Leipzig auf. In dieser Zeit lernte er u. a. den Aktivisten der Homophilenbewegung Rolf Italiaander kennen, mit dem ihm fortan eine Freundschaft verband. 1942 war er Rechtskandidat beim Kammergericht Berlin. Er trug später den akademischen Grad eines Dr. jur.
Im Zweiten Weltkrieg erhielt Constantin Cramer von Laue die Einberufung zur Wehrmacht, er diente zunächst als Oberleutnant, wobei ihm das Eiserne Kreuz I. Klasse und das Infanterie-Sturmabzeichen verliehen wurden, später wurde er zum Major befördert, und wurde während des Krieges gegen die Sowjetunion mehrfach schwer verletzt. In dieser Zeit stand er in Kontakt zu Ernst Jünger und dessen Ehefrau Gretha. 1945 kehrte er als Major aus der britischen Kriegsgefangenschaft zurück und wurde Referendar beim Amtsgericht Bad Pyrmont, wechselte dann an das Landgericht Hildesheim und danach an das Oberlandesgericht Celle. Von 1949 bis 1951 war er wissenschaftlicher Assistent bei der rechts- und staatswissenschaftlichen Fakultät der Universität Freiburg im Breisgau und danach Hilfsreferent im  Bundesministerium für Angelegenheiten des Bundesrates und der Länder. Kurz darauf wechselte er an das Bundeskanzleramt, wo er ab Juni 1951 zweiter persönlicher Referent des Bundeskanzlers Konrad Adenauer wurde. Ab Dezember 1951 war Constantin Cramer von Laue Hilfsreferent in den zur Grundsatzfragen und Koordinierung und Kabinettssachen aus den Geschäftsbereichen verschiedener Bundesministerien zuständigen Referaten des Bundeskanzleramtes in Bonn tätig. 
Als der Monarchist Hans-Joachim Schoeps die Wiederherstellung Preußens forderte, zeigte sich Cramer von Laue diesen Ideen sehr aufgeschlossen gegenüber und nahm 1953 an der von diesen einberufenen Besprechung über die Gründung eines Arbeitskreises zum Studium mitteleuropäischer Fragen in Eltville teil.
Nachdem Wolfgang Gans zu Putlitz behauptet hatte, Cramer von Laue sei homosexuell, führte dies 1955 zu Untersuchungen durch Heinz Felfe. In dieser Zeit war Cramer von Laue damit beschäftigt, ein neues Freiwilligen-Gesetz zu verfassen, das damals wie das zweite und dritte Wehrgesetz des Bundesregierung vom Bundesrat abgelehnt wurde.
1965 wurde Constantin Cramer von Laue Hilfsreferent im Kanzlerbüro. Er nahm an zahlreichen Sitzungen des Bundeskabinetts teil und fungierte häufig als Protokollführer, wobei er verkürzt mit von Cramer unterzeichnete.
Den gegen Ende seiner offiziellen Dienstzeit übernommenen Auftrag, eine Geschichte des Bundeskanzleramtes in Bonn zu verfassen, brachte er 1970 mit einer Darstellung über das Palais Schaumburg zum Abschluss.
Mit Erreichen des 65. Lebensjahres trat Constantin Cramer von Laue als Regierungsdirektor 1971 in Bonn in den Ruhestand.

## Schriften (Auswahl)
- Die preußische Armee im politischen Kampf des 19. Jahrhunderts. In: Deutsches Adelsblatt (55) 1937, S. 937ff.
- Das Palais Schaumburg. Amtssitz des Bundeskanzlers in Bonn. Bonn 1970.
- Ein abenteuerliches Herz. In: Paul G. Fried: Die Welt des Rolf Italiaander, 1973, S. 189.